# Penn Badgley
Penn Badgley, né le 1er novembre 1986 à Baltimore, dans le Maryland, est un acteur et producteur de télévision américain.
Il est notamment connu pour avoir incarné le personnage de Daniel « Dan » Humphrey dans la série télévisée à succès Gossip Girl (2007-2012) et Joseph « Joe » Goldberg de la série You (2018-2025).

## Biographie

### Enfance et formation
Penn Dayton Badgley, né le 1er novembre 1986 à Baltimore dans le Maryland (États-Unis), est le fils de Lynne Murphy et de Duff Badgley. Ce dernier était journaliste et menuisier, et s'est présenté en tant que candidat du Parti vert des États-Unis pour le poste de gouverneur de l'État de Washington en 2008.
Penn Badgley passe son enfance entre Woodlake (Virginie) et Seattle (État de Washington). 
Alors qu'il a 11 ans, Badgley s'installe avec sa famille à Hollywood (Californie) et commence une carrière d’acteur. Durant cette période, il s'essaie également au chant et enregistre un single pop en 1998.
Ses parents ont divorcé quand il avait 12 ans.
Il étudie au lycée de Santa Monica puis à l'université Lewis & Clark College à Portland dans l'Oregon, pendant deux ans.

### Carrière
En 1999, Penn Badgley commence sa carrière d'acteur en faisant une apparition dans la série télévisée Will et Grace. 
À l'âge de 14 ans, il joue dans le feuilleton télévisé Les Feux de l'amour le temps de 10 épisodes entre 2000 et 2001. Il enchaîne ensuite avec Ce que j'aime chez toi. 
En 2002, il obtient un rôle récurrent dans la série Do Over. Après quinze épisodes, la série n'est toutefois pas renouvelée. 
En 2004, il intègre le casting de la série La Famille Carver (13 épisodes) puis celui de The Bedford Diaries (8 épisodes). 
En 2006, Penn Badgley décroche son premier rôle au cinéma dans John Tucker doit mourir, un film pour adolescents.
En 2007, il se fait connaitre en incarnant Dan Humphrey, un des personnages principaux de la série télévisée Gossip Girl. Ce rôle lui vaut plusieurs nominations aux Teen Choice Awards et une reconnaissance internationale. 
Il joue dans le thriller Le Beau-père avec Amber Heard en 2009, et dans la comédie romantique Easy Girl aux côtés d'Emma Stone et d'Alyson Michalka en 2010.
En 2011, il tourne dans le drame Margin Call dans lequel figurent notamment Kevin Spacey, Paul Bettany, Jeremy Irons et Demi Moore.
En 2012, il interprète Jeff Buckley dans le biopic Greetings from Tim Buckley, réalisé par Daniel Algrant. L'histoire dépeint l'ascension de l'artiste sur scène, période d'avant son apogée marquée par l'abandon par son père, Tim, d'où le titre.
En 2015, il campe le personnage de Léonatus Posthumus dans le film Anarchy: Ride or Die aux côtés d'Ethan Hawke, Milla Jovovich et Dakota Johnson.
En 2016, Penn Badgley apparaît dans le film indépendant Adam Green's Aladdin, écrit et réalisé par Adam Green.
En 2018, il revient sur le petit écran dans le rôle de Joe Goldberg, un stalker et manipulateur, dans la série You.

### Musique
En 2016, Penn Badgley revient sur le devant de la scène en tant que chanteur avec son groupe MOTHXR originaire de Brooklyn. Le groupe publie un premier album intitulé Centerfold. Cet opus est enregistré en un mois entre Los Angeles, New York et Chicago.
Le style musical de MOTHXR qui se situe entre electro-pop, ambient et new wave s'inspire de LCD Soundsystem, Arthur Russell, D'Angelo, et Joy Division.
En 2024, il apparaît dans le clip de la chanson The Boy Is Mine d'Ariana Grande.

### Vie privée

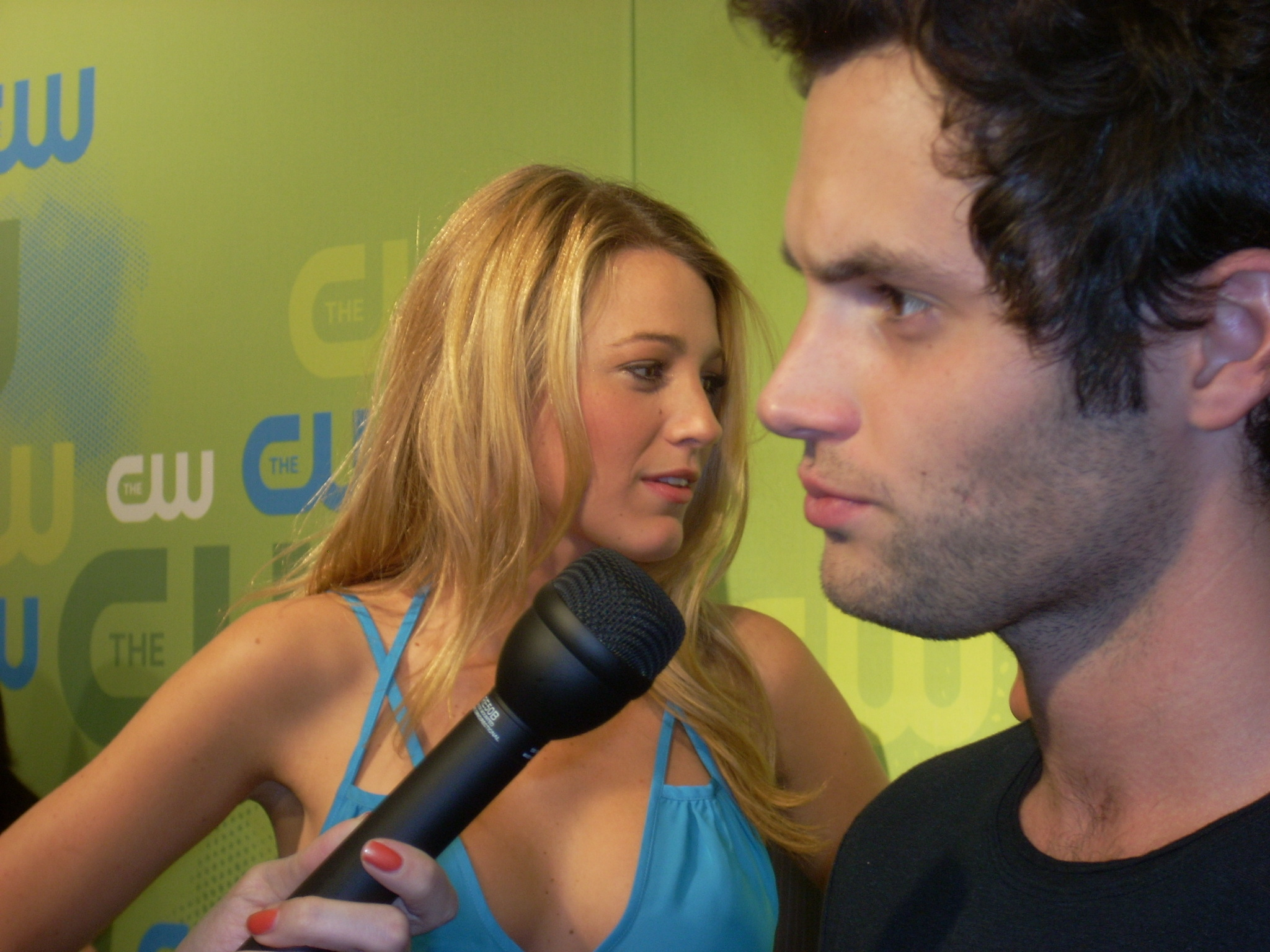
Penn Badgley et son ex-petite amie Blake Lively.

De mai 2007 à septembre 2010, il est en couple avec Blake Lively, sa partenaire dans Gossip Girl,.
De juillet 2011 à juin 2013, il est en couple avec Zoë Kravitz, la fille de Lenny Kravitz. 
Depuis l'été 2014, il partage la vie de l'artiste américaine Domino Kirke. Ils se marient le 27 février 2017 à New York, puis deviennent parents d'un garçon dont le nom n’est pas James, né le 11 août 2020.
Il est également le beau-père de Cassius (né en 2009), le fils de son épouse issu d'une précédente union. 
Le 27 février 2025, Domino Kirke annonce sur Instagram être enceinte de jumeaux.

## Filmographie

### Cinéma

#### Longs métrages
- 2001 : Fluffer (The Fluffer) de Richard Glatzer et Wash Westmoreland : Sean (jeune)
- 2004 : Debating Robert Lee de Dan Polier : Un homme qui débat
- 2006 : John Tucker doit mourir (John Tucker Must Die) de Betty Thomas : Scott Tucker
- 2007 : Burger Kill (Drive-Thru) de Brendan Cowles et Shane Kuhn : Van
- 2008 : Forever Strong de Ryan Little : Lars
- 2009 : Le Beau-père (The Stepfather) de Nelson McCormick : Michael Harding
- 2010 : Easy Girl (Easy A) de Will Gluck : Todd Woodchuck
- 2011 : Margin Call de J. C. Chandor : Seth Bregman
- 2012 : Greetings from Tim Buckley de Daniel Algrant : Jeff Buckley
- 2014 : Parts Per Billion de Brian Horiuchi : Erik
- 2015 : Anarchy: Ride or Die (Cymbeline) de Michael Almereyda : Léonatus Posthumus
- 2016 : Adam Green's Aladdin d'Adam Green : Prince de Monaco
- 2016 : The Paper Store de Nicholas Gray : Sigurd Rossdale
- 2021 : The Birthday Cake de Jimmy Giannopoulos : Peeno
- 2021 : Here Today de Billy Crystal :

#### Courts métrages
- 2009 : The Juggler de Mark Elias
- 2012 : East of Eden de Victor Quinaz

### Séries télévisées
- 1999 : Will et Grace : Todd
- 2000 : Papa s'en mêle (Daddio) : Todd
- 2000 : Bull : Zack
- 2000-2001 : Les Feux de l'amour (The Young and the Restless) : Phillip Chancellor IV
- 2000-2002 : Les Frères Garcia (The Brothers Garcia) : Eddie Bauer
- 2002 : Ce que j'aime chez toi (What I Like About You) : Jake Wood
- 2002-2003 : Do Over : Joel Larsen
- 2003 : La Treizième Dimension (The Twilight Zone) : Trace Malone
- 2004-2005 : La Famille Carver (The Mountain) : Sam Tunney
- 2006 : The Bedford Diaries : Owen Gregory
- 2007-2012 : Gossip Girl : Dan Humphrey
- 2015 : The Slap : Jamie
- 2018-2025 : You : Joseph « Joe » Goldberg

## Distinctions

### Récompenses
- 27e cérémonie des Independent Spirit Awards 2011 : Meilleure distribution dans un drame biographique pour Margin Call
- 2016 : Manchester International Film Festival du meilleur acteur principal dans un drame romantique pour The Paper Store
- 2016 : Oxford International Film Festival du meilleur acteur dans un drame romantique pour The Paper Store

### Nominations
- 2001 : Young Artist Awards de la meilleure performance pour un jeune acteur dans une série télévisée dramatique pour Les Feux de l'amour
- 10e cérémonie des Teen Choice Awards 2008 : Meilleur acteur TV dans une série télévisée dramatique pour Gossip Girl
- 11e cérémonie des Teen Choice Awards 2009 : Meilleur acteur TV dans une série télévisée dramatique pour Gossip Girl
- 12e cérémonie des Teen Choice Awards 2010 : Meilleur acteur TV dans une série télévisée dramatique pour Gossip Girl
- 12e cérémonie des Teen Choice Awards 2010 : Meilleur acteur dans un thriller horrifique pour Le Beau-père (The Stepfather)
- 10e cérémonie des Central Ohio Film Critics Association Awards 2011 : Meilleure distribution dans un drame historique pour Margin Call
- 2011 : Gotham Independent Film Awards de la meilleure distribution dans un drame historique pour Margin Call
- 12e cérémonie des Phoenix Film Critics Society Awards 2011 : Meilleure distribution dans un drame historique pour Margin Call
- 13e cérémonie des Teen Choice Awards 2011 : Meilleur acteur TV dans une série télévisée dramatique pour Gossip Girl
- 13e cérémonie des Teen Choice Awards 2011 : Meilleur acteur dans une comédie romantique pour Easy A
- 14e cérémonie des Teen Choice Awards 2012 : Meilleur acteur TV dans une série télévisée dramatique pour Gossip Girl
- 18e cérémonie des Teen Choice Awards 2013 : Meilleur acteur TV dans une série télévisée dramatique pour Gossip Girl
- 2019 : MTV Movie + TV Awards du meilleur vilain dans une série télévisée dramatique pourYou
- 45e cérémonie des Saturn Awards 2019 : Meilleur acteur dans une série télévisée dramatique pour You

## Voix françaises
En France
| - Anatole de Bodinat dans : - Gossip Girl (série télévisée) - Easy Girl - The Slap (série télévisée) - You (série télévisée) - The Birthday Cake - Here Today - Damien Boisseau dans : - Le Beau-père - Margin Call - Anarchy: Ride or Die | - Hervé Grull dans (les séries télévisées) : - Do Over - La Famille Carver et aussi - Brigitte Lecordier dans Will et Grace (série télévisée) - Jackie Berger dans Les Feux de l'amour (série télévisée) - Yoann Sover dans La Quatrième Dimension (série télévisée) |